# Gongrenxincun Nancun
Gongrenxincun Nancun (kinesiska: 工人新村南村) är ett stadsdelsdistrikt i Kina. Den ligger i provinsen Shandong, i den östra delen av landet, nära eller i provinshuvudstaden Jinan.
Genomsnittlig årsnederbörd är 841 millimeter. Den regnigaste månaden är juli, med i genomsnitt 315 mm nederbörd, och den torraste är januari, med 6 mm nederbörd.